# Forças Democráticas Sírias

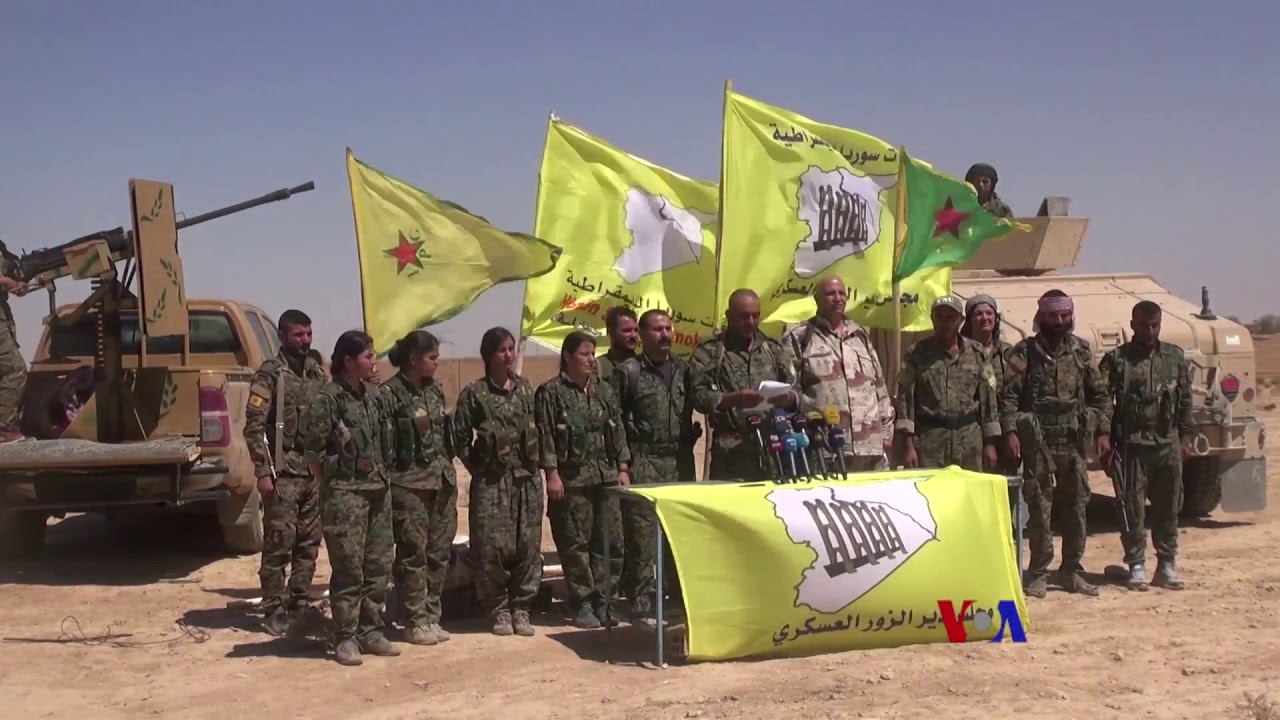
Combatentes do FDS em Deir ez-Zor.

As Forças Democráticas Sírias (Quwwāt Sūriyā al-Dīmuqrāṭīya; em árabe: قوات سوريا الديمقراطية, em curdo:  Hêzên Sûriya Demokratîk, em siríaco:  Haylawotho d'Suriya Demoqratoyto), comumente abreviada de FDS, são uma aliança de milícias de sírios curdos, árabes, assírios, armênios, turcos e circassianos que lutam na Guerra Civil Síria. Fundado em outubro de 2015, o grupo defende um governo secular, democrático e federalista em território sírio. Seu objetivo era ampliar a "revolução curda" no norte da Síria, onde seus residentes se auto-governam. Alegam se basear na democracia direta e confederencialista. Muitos começaram a chamar a FDS como a principal força de defesa e combate do Curdistão Sírio.
Seu principais oponentes são Estado Islâmico do Iraque e do Levante (EIIL) e outras organizações jihadistas na guerra civil da Síria, como o Exército da Conquista, o Fatah Halab e outros movimentos salafistas e islamitas.
O FDS foca principalmente em combater o Estado Islâmico e seus aliados ideológicos. Entre suas importantes vitórias estão as reconquistas das cidades de Al-Hawl, Shaddadi, Tishrin Dam, Manbij e Raqqa.
No momento da sua fundação, ao final de 2015, o The Economist descreveu o SDF como "essencialmente uma organização subsidiária das Unidades de Proteção Popular (YPG)" curdas. Com apoio cada vez maior de voluntários e grupos árabes, as Forças Democráticas Sírias são agora uma das mais poderosas organizações atuando no norte da Síria. Estima-se que 60% dos seus combatentes são curdos. Sírios de origem árabe, turca e assíria tem feito causa comum com o FDS.

## Composição

#### Grupos e Organizações armadas membros das FDS
Unidades de Proteção Popular
- Unidades de Proteção Popular Internacional

 Unidades de Proteção das Mulheres
 Unidades Anti-Terror
 Forças al-Sanadid
 Forças de Elite
- Batalhão Saadallah al-Jabiri

 Exército dos Revolucionários
- Brigada da Frente Curda pela Vitória do Povo Sírio
- Brigada Seljuk
- Diversos outros grupos

 Brigada Democrática do Norte
 Batalhão do Sol do Norte
- Brigada do Eufrates
- Brigada dos Soldados das Duas Mesquitas Sagradas
- Brigada dos Mártires de Dam
- Brigada Al-Qusais
- Brigada dos Turcomenos de Manbij

 Frente dos Revolucionários de Raqqa
 Brigada dos Falcões de Raqqa
 Conselho Militar Siríaco
 Guardas Khabour
 Diversas outras milícias e tribos alinhadas com as FDS

#### Conselhos Militares
- Conselho Militar de Manbij
- Conselho Militar de Al-Bab
- Conselho Militar de Jarablus
- Conselho Militar de Deir ez-Zor
- Conselho Militar de Idlib